# Adorabili pesti
Adorabili pesti (Little Monsters) è una serie televisiva animata britannica prodotta da Collingwood O'Hare, Ealing Studios, Contender Entertainment Group e Pacifier Pictures Limited. La serie era basato sui libri Little Monsters di Tony Garth, incentrati su un diverso bambino centrale dispettoso ed eccentrico.
In Italia viene trasmesso saltuariamente su Rai 2 e Rai 3.